# Francesc Faus Pascuchi
Francesc Faus Pascuchi (Barcelona, 15 de octubre de 1931-São Paulo, 28 de abril de 2025), conocido también como Francisco Faus, fue un sacerdote católico, poeta y escritor hispano-brasileño. Miembro del Opus Dei, estuvo afincado en São Paulo desde 1961 hasta su muerte.

## Biografía
Hijo de Ramón Faus Esteve (que fue notario de Barcelona, decano del Colegio Notarial de Barcelona y consultor jurídico de la Generalidad de Cataluña) y de Herminia Pascuchi Cardona. El matrimonio tuvo seis hijos: Francesc, Amparo, Josep, Ramón, Xavier y Joaquín Faus y Pascuchi.
Licenciado en Derecho en 1953, por la Universidad de Barcelona. Faus se implicó en las actividades que la resistencia antifranquista impulsaba para salvar la lengua catalana. De esta manera, publicó diversos poemas en catalán, recogidos en la segunda y tercera antología poética universitaria de los años 1950 y 1951. Junto con otros compañeros de la Facultad de Derecho, editó clandestinamente en catalán la revista jurídica estudiantil Forum, de la que únicamente se editaron dos números, octubre-noviembre de 1950 y en enero de 1951.
En 1952, mientras asistía al entierro de Josep Pous Pagés (antiguo exiliado y presidente del Consejo Nacional de la Democracia Catalana), Faus fue detenido por policías de la Brigada Social y conducido a los bajos de la Jefatura Superior de Policía de la Vía Layetana. Allí fue recluido en una celda, permaneciendo incomunicado durante tres días, sin conocer los actos por los que se le acusaba.
Doctor en Derecho Canónico, en Roma por la Universidad Pontificia de Santo Tomás de Aquino, sacerdote de la prelatura del Opus Dei, fue ordenado el 7 de agosto de 1955. Estudió en el Colegio Romano de Santa Cruz. Desde octubre de 1953 hasta junio de 1955 vivió en Roma con Josemaría Escrivá de Balaguer, fundador del Opus Dei. En septiembre de 1961 se trasladó a São Paulo, donde ejerció su intenso ministerio sacerdotal hasta su muerte.
Falleció en la ciudad de São Paulo, en la madrugada del día 28 de abril de 2025, al día siguiente de la fiesta de la Virgen de Montserrat, patrona de su tierra natal.

## Premios y distinciones
Concurrió al premio de poesía Osa Menor en 1951, con el libro inédito "Intentar un amanecer", que quedó en tercer lugar.
Fue finalista del mismo premio en 1958, con el libro de poemas El Viaje, editado en 1960 por La Osa Menor. De difícil simbología, en este libro influido por Carles Riba, Friedrich Hölderlin y Salvador Espriu, quiere explicar la aventura del hombre hacia Dios.
En 1993, la "União Brasileira de Escritores" de Río de Janeiro, presidida por la poeta Stella Leonardos, lo escogió como una de las personalidad culturais de aquel año.

## Publicaciones de poesía
- Libro de poesías La Rueda y el Viento, Brasil, 1955, Editora Giordano. La edición incluía una traducción al portugués, hecha por Stella Leonardos, y otra al francés, hecha por Patrick Gifreu.[11]
- Algunos de sus poemas han sido publicados en Un siglo de poesía catalana, de Jaume Bofill Hierro y Antoni Comas (Ediciones Destino, 1968), pp. 1321-1324; y en la Antología de sacerdotes poetas, de Josep Grau Collell (Zúrich, 1975), pp. 189-194.
- La mayor parte de su producción literaria en prosa ha sido escrita en portugués, concretamente: artículos -publicados en las revistas Rumo de Lisboa y La Table Ronde de París - sobre escritores brasileños (Guimarães Rosa, Jorge de Lima y los poetas del Movimiento Modernista Brasileño).

## Publicaciones sobre temas cristianos

### Sobre virtudes y vida cristiana
- A arte de decidir bem: A virtude da prudência. ISBN 978-8574657349 (São Paulo, Editora Quadrante, 2024, 3ª ed.)
- A batalha de Lepanto e a nossa: O que fazer perante a crise de valores?. ISBN 978-6599065606 (São Paulo, Editora Quadrante, 2020, 1ª ed.)
- A conquista das virtudes. ISBN 978-8562219511(São Paulo, Editora Cultor de Livros, 2014, 1ª ed.)
- A Força do exemplo. ISBN 978-8574655055 (São Paulo, Editora Quadrante, 2023, 3ª ed.)
- A Inveja. ISBN 978-8574655062 (São Paulo, Editora Quadrante, 2023, 3ª ed.)
- A Língua. ISBN 978-8574655109 (São Paulo, Editora Quadrante, 2023, 4ª ed.)
- A Paciência. ISBN  978-8574655185 (São Paulo, Editora Quadrante, 2023, 4ª ed.)
- A Paz na Família. ISBN 978-8574656106 (São Paulo, Editora Quadrante, 2024, 3ª ed.)
- A porta da Humildade. ISBN 978-8556382504 (São Paulo, Editora Cultor de Livros, 2022, 1ª ed.)
- A Preguiça. ISBN 978-8574655239 (São Paulo, Editora Quadrante, 2023, 5ª ed.)
- As verdadeiras alegrias. ISBN 978-8574656304 (São Paulo, Editora Quadrante, 2024, 2ª ed.)
- Autenticidade & cia. ISBN 9788574655949 (São Paulo, Editora Quadrante, 2024, 3ª ed.)
- Autodomínio: Elogio da Temperança. ISBN 978-8574654966 (São Paulo, Editora Quadrante, 2023, 3ª ed.)
- A voz da consciência. ISBN 978-8574655802 (São Paulo, Editora Quadrante, 2023, 4ª ed.)
- Como resgatar os valores que esquecemos?. ISBN 978-8574656090 (São Paulo, Editora Cultor de Livros, 2024, 1ª ed.)
- O Homem bom. ISBN 978-8574655420 (São Paulo, Editora Quadrante, 2023, 3ª ed.)
- Otimismo Cristão, hoje. ISBN 978-8574656748 (São Paulo, Editora Quadrante, 2024, 3ª ed.)
- O valor das dificuldades. ISBN 978-8574655680  (São Paulo, Editora Quadrante, 2023, 2ª ed.)
- Tornar a vida amável. ISBN 978-8562219832 (São Paulo, Editora Cultor de Livros, 2015, 1ª ed.)

### Temas de espiritualidad católica
- A despedida de Jesus - Meditações na intimidade do Cenáculo. ISBN 978-65-86580-17-4 (São Paulo, Editora Cultor de Livros, 2020, 1ª ed.)
- A Graça: Um tesouro desconhecido. ISBN 978-8574654713 (São Paulo, Editora Quadrante, 2023, 1ª ed.)
- A ressurreição e a esperança cristã. ISBN 978-8574656465 (São Paulo, Editora Quadrante, 2024, 3ª ed.)
- A sabedoria da Cruz. ISBN 978-8574655956 (São Paulo, Editora Quadrante, 2024, 4ª ed.)
- A tibieza e os dons do Espírito Santo. ISBN 978-8574655475  (São Paulo, Editora Quadrante, 2023, 4ª ed.)
- Caminho de Emaús. ISBN 978-8556382139 (São Paulo, Editora Cultor de Livros, 2021, 1ª ed.)
- Cristo, minha esperança. ISBN 978-8574655024 (São Paulo, Editora Quadrante, 2023, 2ª ed.)
- Dons do Espírito Santo - Dez Meditações. ISBN 978-8556380746 (São Paulo, Editora Cultor de Livros, 2017, 1ª ed.)
- Exemplos, imagens e símbolos - Pequena Antologia. ISBN 978-8556381743 (São Paulo, Editora Cultor de Livros, 2019, 1ª ed.)
- Lágrimas de Cristo, lágrimas dos homens. ISBN 978-8574656076 (São Paulo, Editora Quadrante, 2024, 4ª ed.)

- Maria, a Mãe de Jesus. ISBN 978-8574655727 (São Paulo, Editora Quadrante, 2023, 3ª ed.)
- Natal, reunião dos sorrisos. ISBN 978-8574650456 (São Paulo, Editora Quadrante, 2001, 1ª ed.)
- O amor nos vê. ISBN 978-8574657240 (São Paulo, Editora Quadrante, 2024, 2ª ed.)
- O espelho dos Salmos. ISBN 978-8574656243 (São Paulo, Editora Quadrante, 2024, 2ª ed.)
- Para estar com Deus. ISBN 978-8562219146 (São Paulo, Editora Quadrante, 2012, 3ª ed.)
  - [Traducido al castellano: Para estar com Deus. Consejos de vida cristiana. ISBN 978-84-321-4281-9 (Madrid, Ediciones Rialp, 2013, 1ª ed.)]
- Procurar, encontrar e amar a Cristo. ISBN 978-8556381286 (São Paulo, Editora Cultor de Livros, 2018, 1ª ed.)
- São José: Mestre do Belo Amor. ISBN 978-8556383488 (São Paulo, Editora Cultor de Livros, 2023, 1ª ed.)
- Teu Coração e Deus - Luzes e Sombras no Coração Humano. ISBN 978-8556383013 (São Paulo, Editora Cultor de Livros, 2022, 1ª ed.)
- Um Cântico à lei de Deus: Meditações sobre o salmo 119. ISBN 978-8574657301 (São Paulo, Editora Quadrante, 2024, 2ª ed.)

### Libros sobre San Josemaría Escrivá y el Opus Dei
- Como Orar Melhor: Inspirados em São Josemaria. ISBN 978-8556384553 (São Paulo, Editora Cultor de Livros, 2024, 1ª ed.)
- No Brasil e a Partir do Brasil - Meditações sobre os dias com São Josemaria. ISBN 978-8556384096 (São Paulo, Editora Cultor de Livros, 2024, 1ª ed.)
- São Josemaria Escrivá no Brasil. ISBN 978-8574651163 (São Paulo, Editora Quadrante, 2017, 3ª ed.)
- São Josemaria Escrivá no Brasil: Esboços do perfil de um santo. ISBN 978-8574656175 (São Paulo, Editora Quadrante, 2024, 4ª ed. Edição comemorativa)
- O homem que sabia perdoar. ISBN 978-8554991746 (São Paulo, Editora Quadrante, 2022, 2ª ed.)
- O homem que sabia perdoar. ISBN 978-8564480001 (São Paulo, Editora Quadrante, 2011, 1ª ed. Capa dura)

### Novenas a santos y de espiritualidad[12]
- Novena de Natal. ISBN 978-65-86580-36-5 (São Paulo, Editora Cultor de Livros)
- Novena do Espírito Santo
- Novena da Família a São Josemaria Escrivá
- Novena do Trabalho a São Josemaria Escrivá
- Novena dos Enfermos a São Josemaria Escrivá
- Novena do Perdão a São Josemaria Escrivá
- Novena de Corpus Christi com São Josemaria Escrivá. ISBN 978-8556382610 (São Paulo, Editora Cultor de Livros)
- Novena à Imaculada Conceição com São Josemaria Escrivá
- Novena da Serenidade ao Beato Álvaro del Portillo
- Novena à Beata Guadalupe Ortiz de Landázuri
- Novena à Venerável Montse Grases